# Diócesis de Idah
La diócesis de Idah (en latín: Dioecesis Idahina y en inglés: Roman Catholic Diocese of Idah) es una circunscripción eclesiástica de la Iglesia católica en Nigeria. Se trata de una diócesis latina, sufragánea de la arquidiócesis de Abuya. Desde el 1 de junio de 2009 su obispo es Anthony Ademu Adaji, de la Sociedad Misionera de San Pablo de Nigeria.

## Territorio y organización
La diócesis tiene 15 113 km² y extiende su jurisdicción sobre los fieles católicos de rito latino residentes en la parte oriental del estado de Kogi.
La sede de la diócesis se encuentra en la ciudad de Idah, en donde se halla la Catedral de San Bonifacio.
En 2021 en la diócesis existían 56 parroquias

## Historia
La prefectura apostólica de Idah fue erigida el 26 de septiembre de 1968 con la bula A Iesu Christo del papa Pablo VI, obteniendo el territorio de la diócesis de Lokoja.
El 17 de diciembre de 1977 fue elevada a diócesis con la bula Nobis quam maxime del papa Pablo VI.
Originalmente sufragánea de la arquidiócesis de Kaduna, pasó a formar parte de la provincia eclesiástica de Abuya el 26 de marzo de 1994.

## Estadísticas
Según el Anuario Pontificio 2022 la diócesis tenía a fines de 2021 un total de 309 063 fieles bautizados.
| Año                                                                             | Población            | Población | Población      | Sacerdotes | Sacerdotes    | Sacerdotes    | Bautizados por sacerdote | Diáconos permanentes | Religiosos | Religiosos | Parroquias |
| Año                                                                             | Bautizados católicos | Total     | % de católicos | Total      | Clero secular | Clero regular | Bautizados por sacerdote | Diáconos permanentes | Varones    | Mujeres    | Parroquias |
| ------------------------------------------------------------------------------- | -------------------- | --------- | -------------- | ---------- | ------------- | ------------- | ------------------------ | -------------------- | ---------- | ---------- | ---------- |
| 1970                                                                            | 14 214               | 684 880   | 2.1            | 23         | 2             | 21            | 618                      |                      | 23         | 8          |            |
| 1980                                                                            | 27 511               | 950 000   | 2.9            | 16         | 6             | 10            | 1719                     |                      | 10         | 22         | 12         |
| 1990                                                                            | 50 638               | 1 123 655 | 4.5            | 25         | 15            | 10            | 2025                     |                      | 13         | 53         | 14         |
| 1999                                                                            | 93 162               | 1 324 694 | 7.0            | 39         | 24            | 15            | 2388                     |                      | 45         | 61         | 18         |
| 2000                                                                            | 94 599               | 1 326 599 | 7.1            | 37         | 26            | 11            | 2556                     |                      | 43         | 57         | 19         |
| 2001                                                                            | 96 006               | 1 328 432 | 7.2            | 43         | 30            | 13            | 2232                     |                      | 55         | 59         | 20         |
| 2002                                                                            | 100 966              | 1 405 991 | 7.2            | 45         | 32            | 13            | 2243                     |                      | 77         | 73         | 22         |
| 2003                                                                            | 102 684              | 1 418 899 | 7.2            | 58         | 47            | 11            | 1770                     |                      | 62         | 78         | 22         |
| 2004                                                                            | 129 763              | 1 342 480 | 9.7            | 42         | 35            | 7             | 3089                     |                      | 53         | 80         | 22         |
| 2006                                                                            | 188 617              | 1 409 000 | 13.4           | 56         | 49            | 7             | 3368                     |                      | 69         | 98         | 26         |
| 2013                                                                            | 246 852              | 2 034 933 | 12.1           | 73         | 66            | 7             | 3381                     |                      | 43         | 101        | 35         |
| 2016                                                                            | 284 012              | 2 108 494 | 13.5           | 82         | 72            | 10            | 3463                     |                      | 48         | 127        | 44         |
| 2019                                                                            | 300 513              | 2 148 415 | 14.0           | 88         | 77            | 11            | 3414                     |                      | 50         | 134        | 49         |
| 2021                                                                            | 309 063              | 2 380 600 | 13.0           | 98         | 83            | 15            | 3153                     |                      | 50         | 123        | 56         |
| Fuente: Catholic-Hierarchy, que a su vez toma los datos del Anuario Pontificio. |                      |           |                |            |               |               |                          |                      |            |            |            |

## Episcopologio
- Leopold Grimard, C.S.Sp. † (4 de octubre de 1968-17 de diciembre de 1977 renunció)
- Ephraim Silas Obot † (17 de diciembre de 1977-12 de abril de 2009 falleció)
- Anthony Ademu Adaji, M.S.P., desde el 1 de junio de 2009